# Maître d'Édouard IV
Le Maître d'Édouard IV désigne par convention un enlumineur actif entre 1470 et 1500 à Bruges. Il doit son nom à plusieurs manuscrits peints pour le roi Édouard IV d'Angleterre auquel il a contribué. Enlumineur prolifique, plusieurs dizaines de manuscrits lui sont attribués au total. Il a été proposé de l'identifier soit à un assistant de Willem Vrelant, soit au frère de Loyset Liédet, Huchon.

## Éléments biographiques

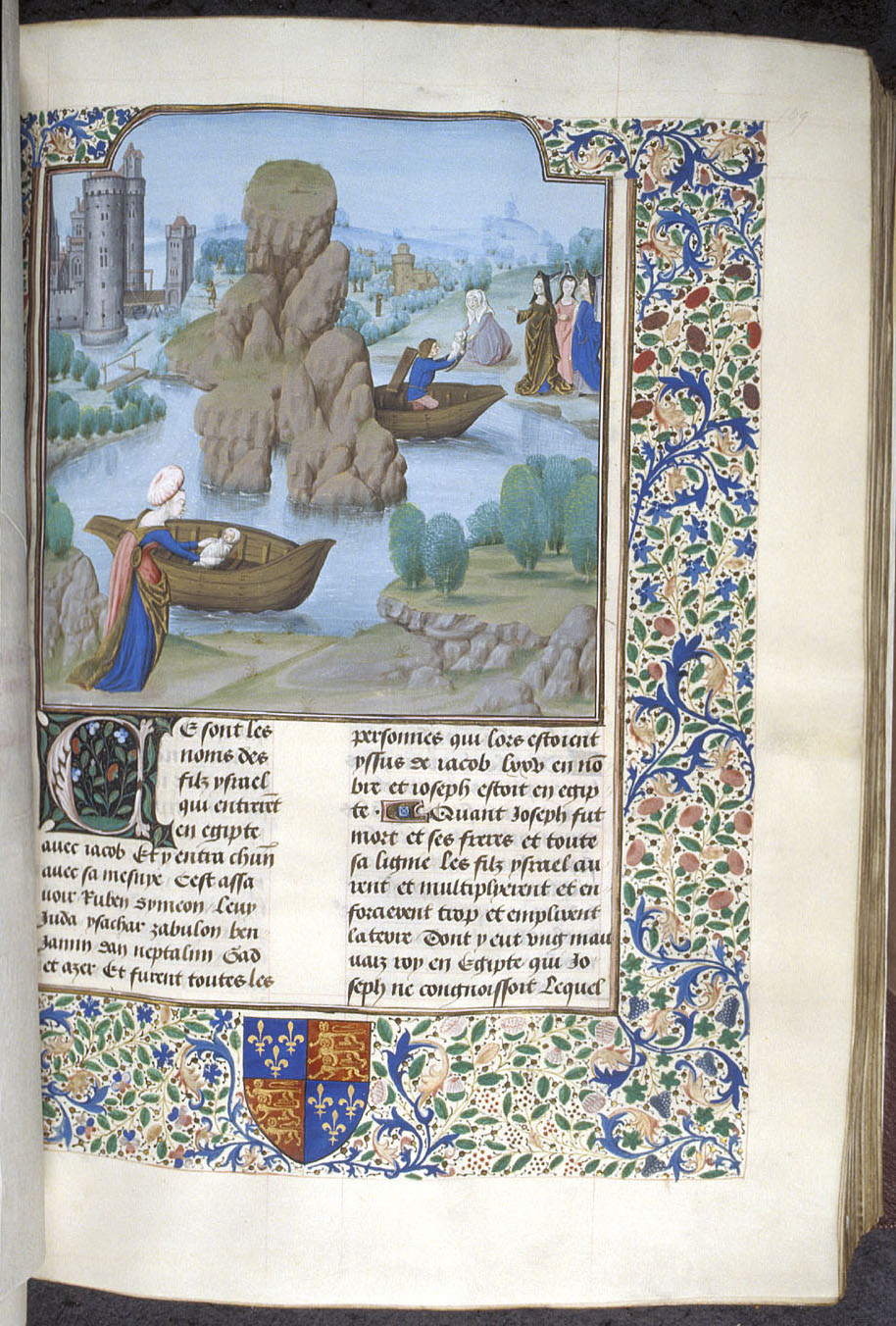
Moïse sauvé des eaux, miniature d'une Bible historiale, BL, Royal 18 D IX f.109r.

L'artiste est pour la première fois identifié et nommé par l'historien de l'art allemand Friedrich Winkler en 1915 puis en 1925 à partir de cinq miniatures dans le premier tome d'une Bible historiale destinée au roi Édouard IV,. Un grand nombre de miniatures dans plusieurs manuscrits lui est rapidement attribué.
Il s'agit d'un enlumineur actif à Bruges des années 1470 à 1500. Il semble être à ses débuts un jeune associé du Maître du Flavius Josèphe du musée Soane qui réalise plusieurs frontispices de manuscrits dans lesquels il reste cantonné à quelques petites miniatures, toujours à destination du roi d'Angleterre. Son style est alors fortement influencé par Willem Vrelant dont il réutilise de nombreux motifs et travaille régulièrement aussi avec lui au début de sa carrière. Il collabore très étroitement pour plusieurs manuscrits avec toujours le même copiste, ce qui a fait penser aux historiens de l'art qu'il s'agissait de la même personne et que le maître exerçait aussi le métier de copiste. Il travaille à plusieurs reprises pour Beaudouin II de Lannoy et Jean II d'Oettingen, deux membres de l'aristocratie du Comté de Hainaut, ce qui pourrait indiquer que l'artiste s'est exilé un temps dans cette région au cours des années 1480. Il pourrait s'être aussi installé à Lille, ces deux aristocrates ayant des liens avec cette ville et le Maître d'Édouard IV ayant aussi peint des manuscrits pour des commanditaires de cette ville à cette même époque. Au cours de la décennie suivante, il continue à collaborer régulièrement avec d'autres enlumineurs brugeois à la réalisation de manuscrits de textes historiques ou pseudo-historiques.

## Identification
Anne Van Buren a proposé de l'identifier à un des principaux assistants de Willem Vrelant, Adriaen de Raet. Il apparait pour la première fois au sein de la confrérie de Saint-Jean-l'évangéliste de Bruges en 1474 comme apprenti de Vrelant puis devient par la suite un membre à part entière. Pendant 7 ans après la mort de Vrelant en 1482, il est souvent associé dans les archives de la confrérie à la femme de ce dernier, Marie, en compagnie d'un autre associé, Betkin Scepens. De Raet prend son premier apprenti en 1487. À partir de 1499, il assure des fonctions à responsabilité au sein de la corporation et devient finalement gouverneur de cette confrérie en 1530. Il décède en 1534.
De son côté, Dominique Vanwijnsberghe a proposé une autre identification : selon lui, le Maître d'Édouard IV aurait résidé à Lille autour des années 1483-1484 d'après l'origine de certains manuscrits enluminés. Or, à cette même période, résidait dans la même ville l'enlumineur Loyset Liédet ainsi que son frère Huchon Liédet qui semble être présent sur place à ses côtés, comme l'atteste un document d'archives. Vanwijnsberghe a donc proposé d'identifier le Maître à ce dernier. Mentionné pour la première fois dans les archives brugeoises en 1477, Huchon Liédet apparait dans la Guilde de Saint-Jean de Bruges de 1479 à 1484 puis disparait ensuite, ce qui pourrait correspondre à la période du séjour à Lille du Maître d'Édouard IV.

## Style
Le Maître montre une grande inventivité dans ses compositions par son sens de la narration et de la synthèse. Ses personnages possèdent des attitudes très variées et sont associés de manière habile. Leurs visages sont bien dessinés, avec des bouches lippues et les joues rouges et leur expression est souvent dure voire canaille. Sa palette de couleur est restreinte à l'usage du saumon, vert, bleu gris et bleu azur. Ces couleurs sont souvent complétées par un marron rehaussé d'or pour imiter les tissus dorés par exemple. Elles sont appliquées à coups de pinceaux larges pour rendre des effets de texture. Ses paysages sont disposés en perspective atmosphérique avec des arbres groupés en petits bouquets, des rochers grumeleux, des tertres de gazon.
Au cours des années 1490, son style évolue pour devenir plus maniéré, avec des plus grands coups de pinceaux, des modelés plus épais, des formes plus irrégulières. Son travail est de plus en plus délégué à des assistants moins doués, tels que le Maître aux Têtes triviales.

## Œuvres attribuées
Bodo Brinkmann lui attribue l'enluminure de 47 manuscrits et 20 feuillets isolés, même si toutes ces attributions ne font pas l'unanimité.

### Manuscrits

#### Manuscrits historiques et littéraires

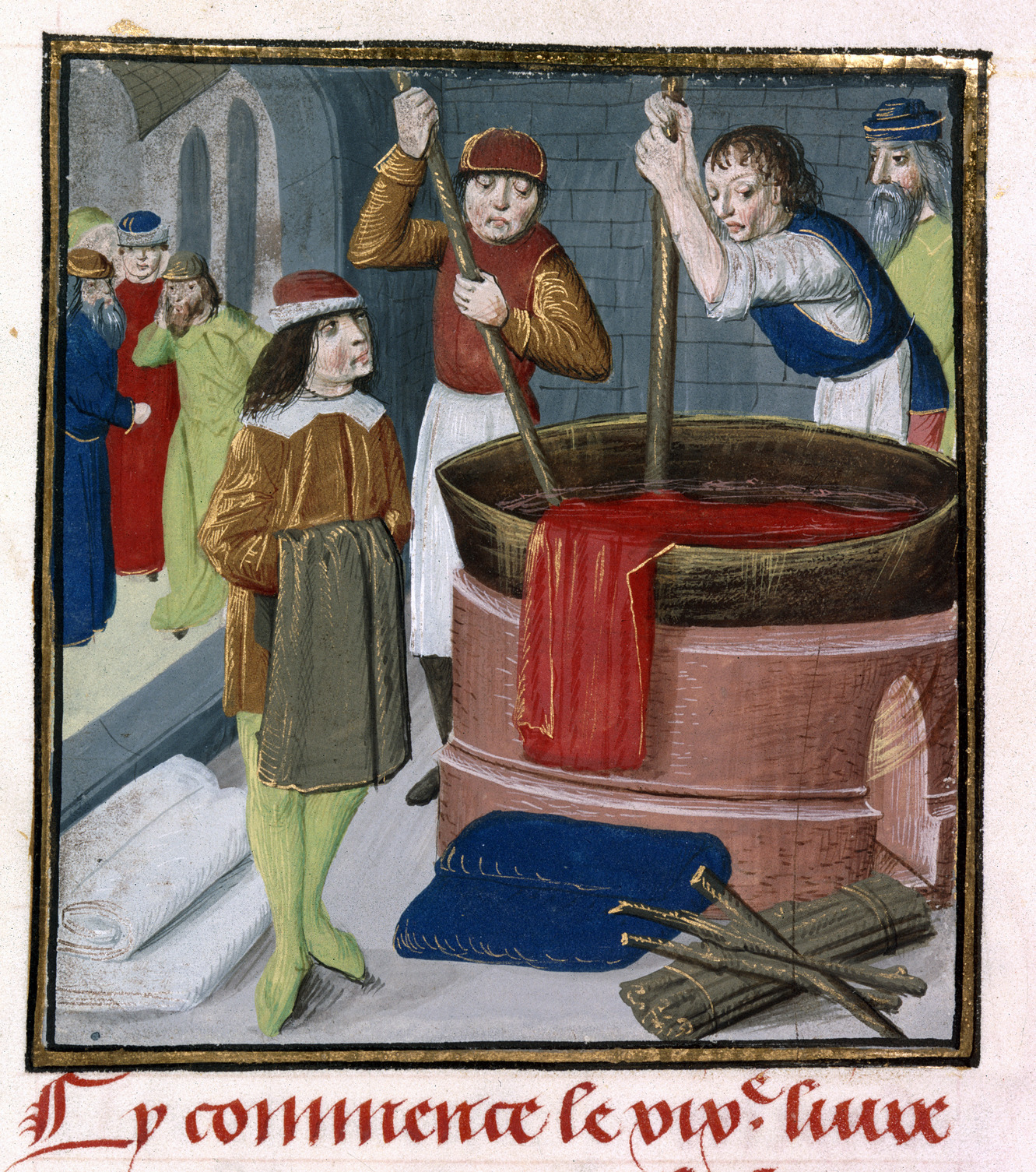
Teinturiers au travail, Livre des proprietez des choses, BL, Royal 15 E III

- Chroniques de Froissart, en collaboration avec le Maître du Flavius Josèphe du musée Soane, vers 1470-1480, Musée Plantin-Moretus, Anvers
- Cyropédie de Xénophon, destiné à Jean II d'Oettigen, vers 1475-1485, Bibliothèque royale de Belgique, Bruxelles, Ms 11703
- Chroniques de Jean Froissart, Universitäts- und Landesbibliothek Darmstadt (de), Ms.132
- Livre d'Eracles de Guillaume de Tyr, pour Édouard IV, en collaboration avec le Maître du Boèce flamand vers 1479, British Library, Royal 15 E I[7]
- Livre des proprietez des choses, attribué au Maître et à un assistant du Maître du Boèce flamand, British Library, Royal 15 E III[8]
- Antiquités judaïques pour Wolfert VI van Borssele, en collaboration avec le Maître du Boèce flamand et le Maître aux têtes triviales, Bibliothèque de l'Arsenal, Ms.5082-5083
- Recueil des croniques d’Engleterre de Jean de Wavrin destiné à Édouard IV, en collaboration avec le Maître aux inscriptions blanches et le Maître de la Toison d'or de Vienne et de Copenhague, BL, Royal 14 E IV[9]
- Le Miroir Historial de Vincent de Beauvais, volume II à IV, en collaboration avec le Maître des Têtes triviales, Bibliothèque royale, La Haye, Ms. 128 C 1[10]
- Histoire d'Alexandre de Quinte-Curce traduit par Vasque de Lucène, destiné à Jean II d'Oettingen, Bibliothèque de Genève, Ms.Fr.76[11]
- Chroniques des comtes de Flandre, Holkham Hall (Norfolk), Ms.659
- Chronique de Tournai, en collaboration avec le Maître du Flavius Josèphe du musée Soane et le Maître aux Têtes triviales, Bibliothèque royale, Copenhague, Ms.Thott 413,2 (attribution contestée par McKendrick)
- Commentaires sur la Guerre des Gaules, Bibliothèque royale du Danemark, Ms.Thott 544,2
- Fleur des histoires de Jean Mansel, en collaboration avec le Maître du Flavius Josèphe du musée Soane, le Maître aux mains volubiles et Philippe de Mazerolles, Bibliothèque royale du Danemark, Ms.Thott 568,2 (attribution contestée par McKendrick)
- Livre de Sydrac le philosophe, miniature de frontispice, en collaboration avec le Maître du Livre de prières de Dresde, BL, Royal 16 F V[12]
- Les faits des Romains pour Édouard IV, 1 grande et 39 petites miniatures, 1479, BL, Royal 17 F II[13]
- Histoire d'Alexandre, 2 grandes et 8 petites miniatures, 1485-1490, BL, Royal 20 C III[14]
- Chroniques de Froissart, livre III peut-être à destination d'Édouard IV, 64 miniatures réparties entre le Maître du Froissart du Getty, le Maître du Flavius Josèphe du musée Soane, le Maître d'Édouard IV (1 grande miniature, f.122r) et deux assistants (dont le Maître du Wavrin de Londres), J. Paul Getty Museum, Los Angeles, Ms.LUDWIG XIII 7[15]
- Guiron le Courtoi de Jean Vaillant, en collaboration avec le Maître aux têtes triviales, Bibliothèque bodléienne, Ms.Douce 383[16]
- Antiquités judaïques de Flavius Josèphe, pour Wolfert VI van Borssele, en collaboration avec le Maître du Boèce flamand et le Maître aux têtes triviales, vers 1485-1495, Bibliothèque de l'Arsenal, Paris, Ms.5082-5083
- Le Jouvencel de Jean V de Bueil, en collaboration avec le Maître du Boèce flamand, 1472-1494, Bibliothèque nationale de France, Fr.196[17]
- Guiron le Courtoi, 6 tomes, vers 1470, BNF, Fr.359-363[18]
- Livre des tournois de René d'Anjou, destiné à Louis de Gruuthuse, deux premières miniatures en collaboration avec le Maître du Flavius Josèphe du musée Soane et le Maître du Livre de prières de Dresde, BNF, Fr.2693
- Le secret aux philosophes ou Placides et Timéo de Jean Bonnet et , BNF, Fr.212[19]
- Compilation de textes astrologiques, destinée à Louis de Gruuthuse, BNF, Fr.7321A
- Cosmographia de Claude Ptolémée, destiné à Louis de Gruuthuse, vers 1485, BNF, Lat.4803[20]
- Chroniques d'Enguerrand de Monstrelet, vers 1470-1480, BNF, Fr.88[21]
- Le Brut en prose, vers 1480, bibliothèque du Lambeth Palace, Londres, Ms.6
- Temple de Boccace de Georges Chastelain, 1 miniature du maître, Bibliothèque royale de Belgique, Ms.10485
- Chronique universelle d'Adam au Christ, Bibliothèque nationale de Russie, Saint-Pétersbourg, Ms fr.F.V.IV.12[22]
- Le premier volume de la Toison d’or de Guillaume Fillâtre, vers 1481, Bibliothèque nationale autrichienne, Cod.1907[23]
- Chroniques de Monstrelet pour Jean de Berghes, vers 1481, Bibliothèque nationale autrichienne, Cod.1907[24]

#### Livres d'heures

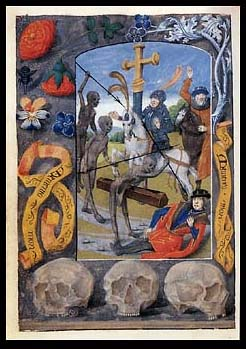
Miniature des trois morts et des trois vifs, livre d'heures, Free Library of Philadelphia Lewis E108 f.109r.

- Livre d'heures, vers 1480-1490, Blackburn Museum and Art Gallery (en), Ms Hart 20884
- Livre d'heures, vers 1480-1500, en collaboration avec le Maître de Joos van Wassenaar et le Maître du Livre d'heures de Wodhull-Harberton, Blackburn Museum and Art Gallery, Ms Hart 21035
- Livre d'heures, (attribué à son atelier ?) vers 1490, Walters Art Museum, Baltimore, W435[25]
- Livre d'heures Da Costa, vers 1510, en collaboration avec le Maître du Livre de prières de Dresde et le Maître du Livre d'heures de Wodhull-Harberton, Bibliothèque royale de Belgique, Ms IV 1260
- Livre d'heures, vers 1470-1480, Bibliothèque royale, La Haye, Ms. 128 G 31[26]
- Livre d'heures, 16 miniatures, bibliothèque de l'université d'Édimbourg, Ms.312[27]
- Livre d'heures, 4 portraits d'évangélistes du maître, en collaboration avec le Maître du Livre de prières de Dresde et du Maître des Livres de prières vers 1500, vers 1495-1500, bibliothèque du collège d'Eton, Ms.H.265
- Heures d'Antoine de Crèvecœur et de Hugues de Mazinghem, ajouts de 7 miniatures en collaboration avec Willem Vrelant (1 miniature) à des miniatures précédentes du Maître de Mansel, bibliothèque de l'Université de Leeds, Brotherton Ms.4[28]
- Livre d'heures, en collaboration avec Gérard David, vers 1486, bibliothèque de l'Escurial, Ms Vitr. 12
- Livre d'heures, vers 1490-1500, Bibliothèque bodléienne, Oxford, Ms.Douce 51[29]
- Livre d'heures à l'usage de Rome, Free Library of Philadelphia, MS Lewis E 102[30]
- Livre d'heures à l'usage de Rome, 4 grandes et une petite miniature, Free Library of Philadelphia, MS Lewis E 108[31]
- Livre d'heures fragmentaire, vers 1490, 4 miniatures encore conservées attribuées au maître, bibliothèque de l'université de Cambridge, Add.4109[32]
- Livre d'heures, vers 1490, par un suiveur du Maître, passé en vente chez Sotheby's le 6 juillet 2000 (lot 43)
- Heures de Joos van Wassenaar, miniatures du calendrier, en collaboration avec le Maître des Heures Wodhull-Harberton, vers 1480-1490, passé en vente chez Sotheby's le 19 juin 2001 (lot 35)
- Heures de Claude de Toulongeon, en collaboration avec le Maître du Portrait de Claude de Toulongeon, vers 1481, passé en vente chez Sotheby's le 17 juin 2003 (lot 30)
- Livre d'heures, vers 1470-1480, 24 grandes miniatures, passé en vente chez Heribert Tenschert en 1987 (Katalog XX Illumination und Illustration, numéro 14)
- Heures Calderon, 2 grandes et 71 petites miniatures, attribuées au maître et à son atelier, vers 1485, passé en vente chez Christie's le 7 juillet 2010 (lot 40, vente de la collection Arcana)[33]

#### Autres livres religieux

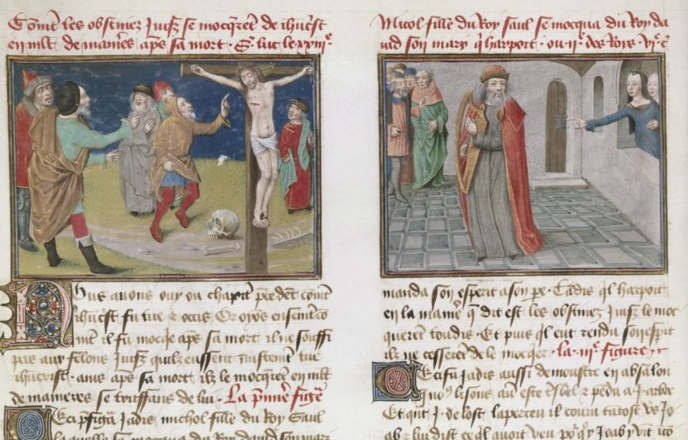
Miroir de la Salvation humaine, BNF Fr.6275

- Missel, destiné à la collégiale Saint-Pierre de Lille, vers 1500-1520, bibliothèque de l'université d'Édimbourg, Ms.52[34]
- Psautier (appelé aussi Heures de Pembroke), en complément des miniatures d'un suiveur des Maîtres aux rinceaux d'or, vers 1470, Free Library of Philadelphia, MS Lewis E 182[35]
- Bible historiale, partie IV, destinée à Édouard IV, 4 ou 5 miniatures du maître, les autres étant attribuées au Maître du Flavius Josèphe du musée Soane, au Maître de la Chronique d'Angleterre, à Philippe de Mazerolles et à un suiveur de Loyset Liédet, British Library, Royal 15 D I[36]
- Bible historiale pour Édouard IV, vers 1479, en collaboration avec Philippe de Mazerolles, BL, Royal 18 D IX[37] et X[38]
- Speculum humanae salvationis, 168 petites miniatures, musée Condé, Chantilly, Ms.139[39]
- Homélies de saint Grégoire, en collaboration avec un autre artiste anonyme, British Library, Royal 15 D V[40]
- Guide du pèlerinage des églises de Rome, Bibliothèque Beinecke de livres rares et manuscrits, université Yale, Ms.639[41]
- Vie, passion et vengéance de nostre seigneur Jhesu Christ de Jean Mansel, tome 2 pour Baudouin de Lannoy, vers 1486-1493, Bibliothèque de l'Arsenal, Ms.5206
- Miroir de la salvation humaine, traduit par Jean Miélot, manuscrit entamé par Jean Le Tavernier vers 1450-1460 et achevé par Loyset Liédet et le maître vers 1470-1480 peut-être pour Baudouin II de Lannoy, BNF, Fr.6275
- Vie du Christ de Ludolphe le Chartreux traduite par Guillaume Le Menand, destiné à Jean II d'Oettingen, vers 1487-1490, partie I et II conservées à la BNF, Fr.20096-97 et tome III à la Morgan Library and Museum M.894[42]
- Guide du pèlerin, Bibliothèque royale de Turin, Ms varia 81
- Traité sur le saint sacrement, Bibliothèque municipale de Valenciennes, Ms.209[43]
- Miroir de l'âme de Jean de Gerson, BM de Valenciennes, Ms.230[44]
- Mariage de Dieu et de l'âme pécheresse de Jean d'Ecckoute, BM de Valenciennes, Ms.230[45]
- L'Imitation de Jésus-Christ de Thomas a Kempis, pour Baudouin de Lannoy, après 1481, Bibliothèque nationale autrichienne, Cod.1576[46]
- Traité théologique, vers 1486, Bibliothèque nationale autrichienne, Cod.1907[47]
- La Pénitence d’Adam de Colard Mansion, en collaboration avec le Maître du Boèce flamand, vers 1480, passé en vente par le libraire « Les Enluminures » en 2016[48]

### Feuillets isolés
- Feuillets d'un livre d'heures, vers 1480-90, Walters Art Museum, Baltimore, W443 a-f[49]
- Feuillet représentant la résurrection de Lazare tiré d'un livre d'heures, vers 1480, passé en vente chez Sotheby's le 3 décembre 2013 (lot 26)[50]
- Feuillet d'un livre d'heures représentant l'arrestation du Christ, vers 1490, Morgan Library and Museum, M. 517[51]